# Thermonectus sibleyi
Thermonectus sibleyi là một loài bọ cánh cứng trong họ Bọ nước. Loài này được Goodhue-McWilliams miêu tả khoa học năm 1981.